# The Amazing Jeckel Brothers
The Amazing Jeckel Brothers è il quinto album in studio del gruppo Horrorcore Insane Clown Posse. È il secondo album del gruppo pubblicato dalla Island Records. L'album vanta le collaborazioni di Snoop Dogg e Ol' Dirty Bastard. L'album debutto alla posizione numero 4 della Billboard e successivamente vinse il Disco di Platino.

## Tracce
1. "Intro"
2. "Jake Jeckel"
3. "Bring It On"
4. I Want My Shit"
5. "Bitches" (featuring Ol' Dirty Bastard e The Jerky Boys)
6. "Terrible"
7. "I Stab People"
8. "Another Love Song"
9. "Everybody Rize"
10. "Play With Me"
11. "Jack Jeckel"
12. "Fuck the World"
13. "The Shaggy Show" (featuring Snoop Dogg)
14. "Mad Professor"
15. "Assassins" (featuring The Jerky Boys)
16. "Echo Side" (featuring Twiztid)
17. "Nothing's Left"

## Formazione
1. Violent J – voce
2. Shaggy 2 Dope – voce
3. Mike E. Clark – produttore
4. Snoop Dogg — voce in"The Shaggy Show"
5. Ol' Dirty Bastard — voce in "Bitches"
6. The Jerky Boys — voce in "Bitches" & "Assassins"
7. Twiztid — voce in "Echo Side"